# آکادمی رقص
آکادمی رقص (انگلیسی: Dance Academy) یک مجموعه تلویزیونی استرالیایی درام نوجوان است که توسط شرکت تولیدات فیلم ورنر تولید شده و از ۳۱ مه ۲۰۱۰ بر شبکه ABC روی آنتن رفت.